# Halowe Mistrzostwa Europy w Lekkoatletyce 2011 – siedmiobój mężczyzn
Siedmiobój mężczyzn – jedna z konkurencji rozegranych podczas halowych lekkoatletycznych mistrzostw Europy w hali Palais Omnisports de Paris-Bercy w Paryżu.
Wieloboiści rywalizowali drugiego i trzeciego dnia zawodów – 5 i 6 marca.

## Rezultaty

### Bieg na 60 m
| Pozycja | Bieg | Zawodnik                | Reprezentacja | Rezultat | Uwagi | Punkty |
| ------- | ---- | ----------------------- | ------------- | -------- | ----- | ------ |
| 1.      | 1    | Ingmar Vos              | Holandia      | 6,89     | PB    | 922    |
| 2.      | 2    | Darius Draudvila        | Litwa         | 6,90     |       | 928    |
| 3.      | 2    | Dominik Distelberger    | Austria       | 6,92     |       | 911    |
| 4.      | 2    | Eduard Michan           | Białoruś      | 7,04     |       | 868    |
| 5.      | 2    | Andres Raja             | Estonia       | 7,06     |       | 861    |
| 5.      | 2    | Roman Šebrle            | Czechy        | 7,96     | SB    | 861    |
| 7.      | 2    | Eelco Sintnicolaas      | Holandia      | 7,07     |       | 858    |
| 8.      | 1    | Nadir El Fassi          | Francja       | 7,09     |       | 851    |
| 8.      | 1    | Andrej Krauczanka       | Białoruś      | 7,09     |       | 851    |
| 10.     | 2    | Florian Geffrouais      | Francja       | 7,11     |       | 844    |
| 10.     | 1    | Wasilij Charłamow       | Rosja         | 7,11     | SB    | 844    |
| 12.     | 1    | Aleksandr Kisłow        | Rosja         | 7,12     | SB    | 840    |
| 13.     | 1    | Hans Van Alphen         | Belgia        | 7,20     | =PB   | 813    |
| 14.     | 1    | Mikk Pahapill           | Estonia       | 7,21     |       | 809    |
| 15.     | 1    | Thomas Van der Plaetsen | Belgia        | 7,23     | PB    | 802    |
| 16.     | 1    | Roland Schwarzl         | Austria       | 7,27     | SB    | 789    |

### Skok w dal
| Poz. | Zawodnik                | Reprezentacja | #1   | #2   | #3   | Rezultat | Punkty | Uwagi |
| ---- | ----------------------- | ------------- | ---- | ---- | ---- | -------- | ------ | ----- |
| 1    | Roman Šebrle            | Czechy        | 7.51 | 7.59 | 7.28 | 7.59     | 957    |       |
| 2    | Nadir El Fassi          | Francja       | 7.41 | 7.44 | 7.51 | 7.51     | 937    | PB    |
| 3    | Andrej Krauczanka       | Białoruś      | X    | 7.49 | 7.11 | 7.49     | 932    |       |
| 4    | Thomas Van der Plaetsen | Belgia        | 7.48 | X    | X    | 7.48     | 930    |       |
| 5    | Roland Schwarzl         | Austria       | 7.11 | X    | 7.41 | 7.48     | 913    | =SB   |
| 6    | Darius Draudvila        | Litwa         | 7.40 | X    | 7.36 | 7.40     | 910    | SB    |
| 7    | Ingmar Vos              | Holandia      | 7.36 | 7.34 | X    | 7.36     | 900    |       |
| 8    | Mikk Pahapill           | Estonia       | 7.26 | 7.33 | 7.17 | 7.33     | 893    |       |
| 9    | Wasilij Charłamow       | Rosja         | 7.31 | 7.13 | 7.20 | 7.31     | 888    |       |
| 10   | Eduard Michan           | Białoruś      | 4.84 | 7.30 | 7.22 | 7.30     | 886    | SB    |
| 11   | Hans Van Alphen         | Belgia        | X    | 6.99 | 7.26 | 7.26     | 876    | =SB   |
| 12   | Eelco Sintnicolaas      | Holandia      | 7.08 | 7.25 | 7.13 | 7.25     | 874    |       |
| 13   | Dominik Distelberger    | Austria       | X    | 6.95 | 7.17 | 7.17     | 854    |       |
| 14   | Florian Geffrouais      | Francja       | 6.98 | 6.80 | X    | 6.98     | 809    | PB    |
| 15   | Aleksandr Kisłow        | Rosja         | X    | 6.70 | 6.92 | 6.92     | 795    |       |
| –    | Andres Raja             | Estonia       | –    | –    | –    | –        | –      | DNS   |

### Pchnięcie kulą
| Poz. | Zawodnik                | Reprezentacja | #1    | #2    | #3    | Wynik | Punkty | Uwagi |
| ---- | ----------------------- | ------------- | ----- | ----- | ----- | ----- | ------ | ----- |
| 1    | Wasilij Charłamow       | Rosja         | X     | 15.48 | X     | 15.48 | 819    |       |
| 2    | Roman Šebrle            | Czechy        | 15.42 | 15.03 | X     | 15.42 | 816    |       |
| 3    | Hans Van Alphen         | Belgia        | 15.26 | 14.87 | X     | 15.26 | 806    |       |
| 4    | Mikk Pahapill           | Estonia       | 15.16 | 15.16 | 14.84 | 15.16 | 800    |       |
| 5    | Darius Draudvila        | Litwa         | 14.87 | 14.81 | 15.08 | 15.08 | 795    |       |
| 6    | Andrej Krauczanka       | Białoruś      | 15.04 | 14.81 | X     | 15.04 | 792    | PB    |
| 7    | Roland Schwarzl         | Austria       | 14.81 | 14.74 | X     | 14.81 | 778    | SB    |
| 8    | Florian Geffrouais      | Francja       | 13.50 | 14.78 | X     | 14.78 | 776    |       |
| 9    | Aleksandr Kisłow        | Rosja         | X     | 14.50 | 14.46 | 14.50 | 759    |       |
| 10   | Eelco Sintnicolaas      | Holandia      | 13.90 | 13.59 | 14.46 | 14.46 | 757    | PB    |
| 11   | Nadir El Fassi          | Francja       | 13.86 | 14.13 | X     | 14.13 | 736    | PB    |
| 12   | Ingmar Vos              | Holandia      | 12.92 | 12.50 | 13.74 | 13.74 | 712    | SB    |
| 13   | Eduard Michan           | Białoruś      | 13.68 | 13.45 | X     | 13.68 | 709    |       |
| 14   | Thomas Van der Plaetsen | Belgia        | 13.16 | X     | X     | 13.16 | 677    | PB    |
| 15   | Dominik Distelberger    | Austria       | 12.37 | 12.42 | 12.32 | 12.42 | 632    |       |

### Skok wzwyż
| Poz. | Zawodnik                | Reprezentacja | Wynik | Punkty | Uwagi |
| ---- | ----------------------- | ------------- | ----- | ------ | ----- |
| 1    | Nadir El Fassi          | Francja       | 2.12  | 915    | PB    |
| 2    | Aleksandr Kisłow        | Rosja         | 2.09  | 887    | PB    |
| 3    | Andrej Krauczanka       | Białoruś      | 2.09  | 887    |       |
| 4    | Roman Šebrle            | Czechy        | 2.06  | 859    |       |
| 5    | Thomas Van der Plaetsen | Belgia        | 2.06  | 859    | PB    |
| 6    | Mikk Pahapill           | Estonia       | 2.03  | 831    |       |
| 7    | Ingmar Vos              | Holandia      | 2.00  | 803    |       |
| 8    | Wasilij Charłamow       | Rosja         | 2.00  | 803    | PB    |
| 9    | Darius Draudvila        | Litwa         | 1.97  | 776    | SB    |
| 9    | Eduard Michan           | Białoruś      | 1.97  | 776    | SB    |
| 11   | Eelco Sintnicolaas      | Holandia      | 1.97  | 776    | SB    |
| 12   | Hans Van Alphen         | Belgia        | 1.94  | 749    | PB    |
| 13   | Roland Schwarzl         | Austria       | 1.94  | 749    | SB    |
| 14   | Florian Geffrouais      | Francja       | 1.91  | 723    |       |
| 15   | Dominik Distelberger    | Austria       | 1.91  | 723    |       |

### Bieg na 60 m przez płotki
| Poz. | Zawodnik                | Reprezentacja | Czas | Punkty | Uwagi |
| ---- | ----------------------- | ------------- | ---- | ------ | ----- |
| 1    | Dominik Distelberger    | Austria       | 7,87 | 1015   | PB    |
| 2    | Ingmar Vos              | Holandia      | 8,00 | 982    |       |
| 3    | Eelco Sintnicolaas      | Holandia      | 8,03 | 974    |       |
| 4    | Andrej Krauczanka       | Białoruś      | 8,04 | 972    |       |
| 4    | Darius Draudvila        | Litwa         | 8,04 | 972    |       |
| 6    | Roman Šebrle            | Czechy        | 8,08 | 962    |       |
| 6    | Aleksandr Kisłow        | Rosja         | 8,08 | 962    |       |
| 8    | Nadir El Fassi          | Francja       | 8,13 | 949    | PB    |
| 9    | Eduard Michan           | Białoruś      | 8,15 | 944    |       |
| 10   | Thomas Van der Plaetsen | Belgia        | 8,18 | 937    | =PB   |
| 11   | Wasilij Charłamow       | Rosja         | 8,25 | 920    |       |
| 12   | Roland Schwarzl         | Austria       | 8,27 | 915    |       |
| 13   | Hans Van Alphen         | Belgia        | 8,30 | 908    | SB    |
| 14   | Mikk Pahapill           | Estonia       | 8,42 | 879    |       |
| 15   | Florian Geffrouais      | Francja       | 8,43 | 877    |       |

### Skok o tyczce
| Poz. | Zawodnik                | Reprezentacja | Wynik | Punkty | Uwagi |
| ---- | ----------------------- | ------------- | ----- | ------ | ----- |
| 1    | Eelco Sintnicolaas      | Holandia      | 5,50  | 1067   |       |
| 2    | Thomas Van der Plaetsen | Belgia        | 5,20  | 972    | PB    |
| 3    | Andrej Krauczanka       | Białoruś      | 5,20  | 972    |       |
| 4    | Roland Schwarzl         | Austria       | 5,10  | 941    |       |
| 5    | Aleksandr Kisłow        | Rosja         | 5,10  | 941    |       |
| 6    | Nadir El Fassi          | Francja       | 5,00  | 910    | PB    |
| 7    | Florian Geffrouais      | Francja       | 5,00  | 910    | PB    |
| 8    | Wasilij Charłamow       | Rosja         | 4,90  | 880    | =SB   |
| 8    | Hans Van Alphen         | Belgia        | 4,90  | 880    | PB    |
| 10   | Roman Šebrle            | Czechy        | 4,90  | 880    | =SB   |
| 11   | Ingmar Vos              | Holandia      | 4,80  | 849    | =PB   |
| 12   | Mikk Pahapill           | Estonia       | 4,70  | 819    |       |
| 13   | Eduard Michan           | Białoruś      | 4,50  | 760    | =SB   |
| 14   | Darius Draudvila        | Litwa         | 4,30  | 702    |       |
| 15   | Dominik Distelberger    | Austria       | NM    | 0      |       |

### Bieg na 1000 m
| Poz. |    | Zawodnik                | Reprezentacja | Czas    | Uwagi | Punkty |
| ---- | -- | ----------------------- | ------------- | ------- | ----- | ------ |
| 1    | 13 | Nadir El Fassi          | Francja       | 2:34.19 | CB    | 939    |
| 2    | 6  | Hans Van Alphen         | Belgia        | 2:37.06 | PB    | 906    |
| 3    | 9  | Eduard Michan           | Białoruś      | 2:37.51 | PB    | 901    |
| 4    | 5  | Andrej Krauczanka       | Białoruś      | 2:39.80 | PB    | 876    |
| 5    | 3  | Eelco Sintnicolaas      | Holandia      | 2:40.44 |       | 869    |
| 6    | 7  | Florian Geffrouais      | Francja       | 2:41.54 |       | 856    |
| 7    | 15 | Ingmar Vos              | Holandia      | 2:41.91 |       | 852    |
| 8    | 12 | Roman Šebrle            | Czechy        | 2:42.72 | SB    | 843    |
| 9    | 1  | Thomas Van der Plaetsen | Belgia        | 2:42.80 | PB    | 843    |
| 10   | 2  | Wasilij Charłamow       | Rosja         | 2:46.23 |       | 805    |
| 11   | 10 | Aleksandr Kisłow        | Rosja         | 2:48.09 | SB    | 786    |
| 12   | 11 | Roland Schwarzl         | Austria       | 2:50.41 | SB    | 761    |
| 13   | 4  | Mikk Pahapill           | Estonia       | 2:51.40 |       | 751    |
| –    | 8  | Dominik Distelberger    | Austria       |         | DNF   |        |
| –    | 14 | Darius Draudvila        | Litwa         |         | DNF   |        |

### Klasyfikacja finałowa
| Poz. | Zawodnik                | Reprezentacja | Punkty | Uwagi |
| ---- | ----------------------- | ------------- | ------ | ----- |
|      | Andrej Krauczanka       | Białoruś      | 6286   | EL    |
|      | Nadir El Fassi          | Francja       | 6237   |       |
|      | Roman Šebrle            | Czechy        | 6178   |       |
| 4    | Eelco Sintnicolaas      | Holandia      | 6175   | NR    |
| 5    | Ingmar Vos              | Holandia      | 6020   | PB    |
| 6    | Thomas Van der Plaetsen | Belgia        | 6020   | PB    |
| 7    | Aleksandr Kisłow        | Rosja         | 5970   | SB    |
| 8    | Wasilij Charłamow       | Rosja         | 5959   |       |
| 9    | Hans Van Alphen         | Belgia        | 5938   | PB    |
| 10   | Roland Schwarzl         | Austria       | 5846   | SB    |
| 11   | Eduard Michan           | Białoruś      | 5844   |       |
| 12   | Florian Geffrouais      | Francja       | 5795   | PB    |
| 13   | Mikk Pahapill           | Estonia       | 5782   |       |
| 14   | Darius Draudvila        | Litwa         | 5073   |       |
| 15   | Dominik Distelberger    | Austria       | 4135   |       |
| –    | Andres Raja             | Estonia       |        | DNF   |